# TGIF1
TGIF1 (англ. TGFB induced factor homeobox 1) – білок, який кодується однойменним геном, розташованим у людей на короткому плечі 18-ї хромосоми. Довжина поліпептидного ланцюга білка становить 401 амінокислот, а молекулярна маса — 43 013.
| 10         |  | 20         |  | 30         |  | 40         |  | 50         |
| ---------- |  | ---------- |  | ---------- |  | ---------- |  | ---------- |
| MVLAQSRVSA |  | GVGSPHCSGS |  | GGGGSDSFPW |  | PASHPGNPQC |  | SFSTAFLASP |
| RLSRGTLAYL |  | PPAPWSSLAT |  | PSALLGSSCA |  | PPPPPARCPQ |  | PRALSPELGT |
| KAGPRRPHRW |  | ELPRSPSQGA |  | QGPAPRRRLL |  | ETMKGIVAAS |  | GSETEDEDSM |
| DIPLDLSSSA |  | GSGKRRRRGN |  | LPKESVQILR |  | DWLYEHRYNA |  | YPSEQEKALL |
| SQQTHLSTLQ |  | VCNWFINARR |  | RLLPDMLRKD |  | GKDPNQFTIS |  | RRGAKISETS |
| SVESVMGIKN |  | FMPALEETPF |  | HSCTAGPNPT |  | LGRPLSPKPS |  | SPGSVLARPS |
| VICHTTVTAL |  | KDVPFSLCQS |  | VGVGQNTDIQ |  | QIAAKNFTDT |  | SLMYPEDTCK |
| SGPSTNTQSG |  | LFNTPPPTPP |  | DLNQDFSGFQ |  | LLVDVALKRA |  | AEMELQAKLT |
| A          |  |            |  |            |  |            |  |            |

A: Аланін

C: Цистеїн

D: Аспарагінова кислота

E: Глутамінова кислота

F: Фенілаланін

G: Гліцин

H: Гістидин

I: Ізолейцин

K: Лізин

L: Лейцин

M: Метіонін

N: Аспарагін

P: Пролін

Q: Глутамін

R: Аргінін

S: Серин

T: Треонін

V: Валін

W: Триптофан

Кодований геном білок за функцією належить до репресорів. 
Задіяний у таких біологічних процесах, як транскрипція, регуляція транскрипції, альтернативний сплайсинг. 
Білок має сайт для зв'язування з ДНК. 
Локалізований у ядрі.